# 吉新河站
吉新河站是位于黑龙江省齐齐哈尔市吉新河村的一个铁路车站，邮政编码161046。车站建于1950年，有滨洲铁路经过该站，现办理客运货运业务，车站及其上下行区间均已电气化。车站距离哈尔滨站365公里，隶属哈尔滨铁路局，是四等站。